# Bailleul-lès-Pernes

Bailleul-lès-Pernes este o comună în departamentul Pas-de-Calais, Franța. În 1 ianuarie 2022 avea o populație de 409 de locuitori.